# Juniel Querecuto
Juniel Alberto Querecuto (nacido el 19 de septiembre de 1992) es un jugador de cuadro de béisbol profesional venezolano de la organización Arizona Diamondbacks. Anteriormente jugó en la Major League Baseball (MLB) para los Tampa Bay Rays.

## Carrera profesional

### Tampa Bay Rays
Querecuto firmó con la organización Tampa Bay Rays como agente libre internacional el 2 de julio de 2009. En 2010, hizo su debut en el béisbol profesional con los Gulf Coast League Rays. En 46 juegos, Querecuto bateó .251 y registró 11 carreras impulsadas (RBI). En 2011, fue asignado a los Hudson Valley Renegades de las Ligas Menores de Béisbol, y bateó .241 con 24 carreras impulsadas en 70 juegos. Querecuto continuó avanzando a través del sistema de ligas menores de los Rays, pasando toda la temporada 2012 con los Bowling Green Hot Roads Clase-A. Jugó en 106 juegos, bateando .249 con 32 carreras impulsadas.
Querecuto no jugó en ningún nivel en 2013. En 2014, fue asignado a Bowling Green para abrir la temporada y ganó un ascenso a los Charlotte Stone Crabs de la Florida State League en julio. Apareciendo en 115 juegos, el récord personal, Querecuto bateó .271 con dos jonrones y 45 carreras impulsadas. En la temporada baja, jugó para los Cardenales de Lara de la Liga Venezolana de Béisbol Profesional. Comenzó la temporada 2015 con Charlotte, pero luego fue ascendido a los Montgomery Biscuits y los Durham Bulls. Querecuto registró un promedio de bateo de .256 con dos jonrones y 34 carreras impulsadas en 89 juegos repartidos en los tres niveles. Jugó en 53 juegos para los Cardenales en la temporada baja, bateando .352 y 19 carreras impulsadas. En 96 juegos con Montgomery y Durham en 2016, Querecuto bateó .241 con tres jonrones y 38 carreras impulsadas.
Querecuto fue convocado a las Grandes Ligas por primera vez el 21 de septiembre de 2016. Hizo su debut en las Grandes Ligas al día siguiente. Querecuto apareció en cuatro juegos para los Rays en 2016, y se fue de 11 de 11 en el plato con un triple de dos carreras.

### Gigantes de San Francisco
Querecuto firmó un contrato de ligas menores con los Gigantes de San Francisco el 19 de noviembre de 2016. Eligió la agencia libre el 6 de noviembre de 2017.

### Arizona Diamondbacks
Querecuto firmó con los Diamondbacks en marzo de 2018 como agente libre de ligas menores y fue asignado a los Generales de Jackson. Fue nombrado All-Star de la Southern League a mitad de temporada. Renunció a un acuerdo de ligas menores el 2 de noviembre de 2020.

## Vida personal
Su padre, Juan Querecuto, jugó 13 temporadas con los Cardenales de Lara.